# Füllschuss
Der Füllschuss ist in der Textiltechnik ein dicker, meist lose gedrehter Schussfaden.
Er sorgt im Gewebe für eine Abstützung von plastischen Musterungen. Der Füllschuss gibt dem Stoff eine Struktur, indem er einen ripsartigen Charakter erzeugt. Manchmal dient er dazu, ein hochwertigeres Material einzusparen.